# 严阵
严阵（1930年11月17日—），原名阎桂青，又名阎晓光，男，山东莱阳人，中国诗人、画家，安徽省作家协会原主席，安徽省文学艺术界联合会原副主席、名誉副主席，全国优秀儿童文学奖得主。